# Jaden McDaniels

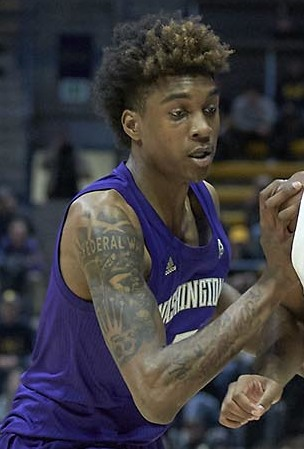
Jaden McDaniels, 2020.

Jaden McDaniels, född 29 september 2000 i Seattle, Washington, är en amerikansk professionell basketspelare (SF/PF) som spelar för Minnesota Timberwolves i National Basketball Association (NBA).
Han draftades av Los Angeles Lakers i första rundan i 2020 års draft som 28:e spelare totalt.
Innan McDaniels blev proffs studerade han vid University of Washington och spelade för deras idrottsförening Washington Huskies.
Han är bror till Jalen McDaniels och kusin till Juwan Howard.